# Zakażenie szpitalne
Zakażenie szpitalne – zakażenie, które wystąpiło w związku z udzieleniem świadczeń zdrowotnych, w przypadku gdy choroba w czasie udzielania świadczeń nie była w okresie wylęgania (np. zakażenia bakteryjne) lub gdy choroba wystąpiła po udzieleniu tych świadczeń w okresie nie dłuższym niż najdłuższy okres wylęgania tej choroby (np. WZW typu B, WZW typu C). Najczęściej uznaje się zakażenie za szpitalne, jeśli wystąpiło w okresie 48 - 72 godzin od udzielenia świadczenia zdrowotnego. Dla zakażenia o długim okresie wylęgania (WZW typu B, WZW typu C, HIV, gruźlica) przyjmuje się okres od dwóch tygodni do wielu lat. Zakażenie szpitalne może dotyczyć zarówno pacjenta, jak i personelu. Może wystąpić zarówno w szpitalu, jak i w innej placówce opieki zdrowotnej.
W niektórych przypadkach definicja zakażenia szpitalnego jest nieco inna:
- u noworodków za zakażenie szpitalne przyjmuje się zakażenie, które wystąpiło po upływie 48 godzin od porodu, a przed porodem u matki nie istniało zakażenie,
- w przypadku zakażenia miejsca operowanego (dawniej zakażenie rany operacyjnej) u pacjenta niezakażonego przed zabiegiem za zakażenie szpitalne uznaje się zakażenie, które wystąpiło w ciągu miesiąca od zabiegu, a jeśli pacjent ma wszczepione ciała obce (np. implanty ortopedyczne), w ciągu roku od zabiegu.

Wyróżnia się zakażenia:
- egzogenne – spowodowane przez drobnoustroje dominujące w środowisku szpitalnym;
- endogenne – spowodowane przez własną, naturalną florę pacjenta, np. z powodu obniżonej odporności.

Podział zakażeń szpitalnych ze względu na lokalizację:
• Zakażenia miejscowe - zakażenie występuje w pobliżu miejsca infekcji, występuje zwykle obrzęk, zaczerwienienie, bolesność, miejscowe podniesienie temperatury np.: ropień, czyrak, zak. miejsca operowanego. 
• Zakażenia układowe — zakażenia obejmujące kilka układów lub narządów, najczęściej są to zakażenia grzybicze. Dochodzi do rozsiewu i tworzenia przerzutowych ognisk zakażenia poprzez naczynia krwionośne w różnych narządach: wątrobie, śledzionie, płucach, ośrodkowym układzie nerwowym i innych. 
• Zakażenia uogólnione — gdy zakażeniu towarzyszą objawy ogólnoustrojowej reakcji zapalnej: sepsa/ posocznica, wstrząs septyczny.
Podział zakażeń szpitalnych ze względu na czas wystąpienia: 
• Aktywne zakażenie szpitalne — to zakażenie, którego objawy są widoczne w dniu badania LUB objawy były widoczne w przeszłości, a pacjent nadal jest leczony z powodu tego zakażenia. 
• Zakażenie szpitalne związane z aktualnym pobytem w szpitalu - objawy choroby wystąpiły w dniu 3 (trzecim) lub w dniach następnych aktualnego pobytu w szpitalu. 
• Zakażenie szpitalne związane z poprzednim pobytem w szpitalu - u pacjenta wystąpiło zakażenie, jednak został ponownie przyjęty w czasie krótszym niż 2 dni po wcześniejszym przyjęciu do szpitala zapewniającego leczenie stanów ostrych. 
Przykłady zakażeń szpitalnych:
- odrespiratorowe zapalenie płuc (VAP)[2].
- odcewnikowe zakażenie krwi[3][2]

Wrota zakażeń:
- układ pokarmowy,
- układ oddechowy,
- układ moczowo-płciowy,
- uszkodzona skóra.

Ryzyko zakażeń szpitalnych wzrasta wraz ze wzrostem specjalizacji zabiegów diagnostycznych i leczniczych.
W warunkach szpitalnych istnieje zjawisko "otwarcia nowych wrót zakażeń", np. poprzez:
- zabiegi endoskopowe,
- zabiegi chirurgiczne,
- zabiegi chirurgiczne w stomatologii,
- wszelkiego rodzaju implanty,
- dializoterapia,
- wkłucia dożylne i dotętnicze.

Ratują one zdrowie i życie chorym, ale stwarzają ogromne ryzyko zakażeń szpitalnych.
W USA notuje się prawie 2 mln przypadków zakażeń rocznie z czego 100 tys. ze skutkiem śmiertelnym. W związku z tym od 1 stycznia 2011 Centers for Medicare & Medicaid Services (CMS) zobowiązało szpitale do prowadzenia i publikowania statystyk liczby zakażeń krwi.
Źródła zakażeń
- personel szpitalny, szczególnie ręce nieprzygotowane do wykonywania procedur medycznych, zanieczyszczona odzież personelu, 
- telefony komórkowe prywatne i służbowe, 
- niejałowy sprzęt medyczny, 
- nieodpowiednio sterylizowany i dezynfekowany sprzęt szpitalny (aparatura diagnostyczna, narzędzia chirurgiczne i zabiegowe, materiały opatrunkowe), 
- leki, krew, plazma, krople do oczu, 
- środki dezynfekcyjne stosowane do odkażania ran, 
- niezdekontaminowany sprzęt niemedyczny, 
- skażone otoczenie pacjenta, przedmioty szpitalne trudne do dekontaminacji, np. dozowniki na mydło, materace, koce, poduszki, niewłaściwe sprzątanie oraz skontaminowany sprzęt do sprzątania manualnego i maszynowego. 
Liczbę zakażeń można ograniczyć poprzez:
- częstsze mycie rąk przez personel medyczny oraz pacjentów[2]
- ułożenie górnej połowy ciała pacjenta pod kątem ok. 30 stopni (ogranicza odrespiratorowe zapalenie płuc)[2]
- mycie zębów i płukanie jamy ustnej pacjentów[2]
- stosowanie profilaktyki kolonizacji bakterii skórnych - odkażanie miejsca wkłuć, zastrzyków, kąpiele pacjentów w płynach antyseptycznych
- ograniczenie do niezbędnego minimum częstości zmian opatrunków przy kaniulach dożylnych i dotętniczych - w zależności od procedur stosowanych w placówce okleiny włókninowe nie rzadziej niż co 3 dni, okleiny z folii półprzepuszczalnej - nie częściej niż raz w tygodniu LUB w razie potrzeby (zabrudzenie, przerwanie).